# Moris Carrozzieri
Moris Carrozzieri (ur. 16 listopada 1980 w miejscowości Giulianova) – włoski piłkarz występujący na pozycji środkowego obrońcy.
W Serie A rozegrał 103 spotkania i zdobył 3 bramki.